# NGC 28
NGC 28 es una galaxia elíptica localizada en la constelación de Fénix. Fue descubierta el 28 de octubre de 1834 por John Herschel